# Samuel Lewin
Samuel Lewin (* 5. März 1890 in Końskowola bei Lublin, Polen; † 3. Juli 1959 in New York, Vereinigte Staaten) war ein deutsch-jiddischer Schriftsteller und Publizist.

## Leben
Samuel Lewin wurde in ärmliche Verhältnisse in eine polnisch-jüdische Familie geboren. Einige seiner Geschwister starben im Kindesalter. Von 1893 bis 1906 erhielt Lewin die traditionelle jüdische Ausbildung im Cheder, Beth Hamidrasch und Jeschiwa. Anschließend verließ er seine Heimatstadt und begab sich auf Wanderschaft, die ihn unter anderem durch Russland und Bessarabien führte. 1912 ging er nach Argentinien, wo er als Siedler in einer jüdischen Kolonie lebte, kehrte jedoch kurz vor Beginn des Ersten Weltkrieges nach Polen zurück. Hier begann er unter den Kriegseindrücken seine schriftstellerische Tätigkeit in jiddischer Sprache und konnte 1919 seine ersten beiden Dramen veröffentlichen. Der Umzug nach Berlin 1920 verlieh seinem Schreiben neue Impulse. Er wurde in den folgenden Jahren ein bekannter Journalist, Dramatiker, Kritiker und Vermittler jüdischer Kultur. Er verfasste Essays und Artikel für in Deutschland erscheinende Zeitungen, darunter spezielle für die jüdische Bevölkerungsgruppe wie Jiddische Kultur. Lewin schrieb zeit seines Lebens in Jiddisch, viele Bücher wurden ins Deutsche übersetzt. Dazu gehört die 1921 erschienene Erzählung Chassidische Legende, in der drei Rabbiner die „Tore des Himmels“ stürmen, um die Sendung des Messias von Gott zu fordern. Des Weiteren das 1926 veröffentlichte Buch Dämonen des Blutes. Eine Vision, in welchem der Autor die Schrecken und Gräuel des Ersten Weltkrieges darzustellen sucht. Ebenfalls 1926 wurde der Roman Zeitwende gedruckt, der von der Konfrontation der altreligiösen Generation mit der zionistisch eingestellten Jugend handelt; zwei Jahre später das epische Gedicht Gesichte, in welchem trotz der dem Teufel verfallenen kriegszerstörten Welt, die Hoffnung auf Erschaffung einer neuen, besseren, gottgefälligen Welt aufkeimt. Der Roman Und er kehrte heim konnte nach der Machtergreifung der Nationalsozialisten nicht mehr in Deutschland erscheinen. Er wurde 1936 in Wien gedruckt und mit einem Vorwort von Franz Werfel versehen. Dieser Entwicklungsroman zeichnet den Weg eines ostjüdischen Sängers nach, dessen Karriere zwar nach der Loslösung vom Judentum Aufschwung nimmt, dieser vermeintliche Erfolg ihm jedoch keine dauerhafte Erfüllung beschert. Der Sänger findet daher später zu seinen Ursprüngen und zu seinem Glauben zurück. 
Wenngleich dieses Buch zu Lewins bekanntestem Werk avancierte, blieben ihm große öffentliche Anerkennung und Breitenwirksamkeit schon aufgrund der damals herrschenden Judenfeindlichkeit versagt. Sein Autor befand sich zum Zeitpunkt der Publikation bereits außerhalb Europas. Auch an eine Veröffentlichung des dem Gustav Kiepenheuer Verlag vorliegenden Manuskriptes Bumerang war nicht mehr zu denken.
Die Herrschaft der Nationalsozialisten in Deutschland seit 1933 bedeutete auch für Lewin einen tiefen Einschnitt, denn seine Bücher wurden verbrannt. Seine Flucht führte ihn durch mehrere Länder Westeuropas, bis er im Dezember 1935 schließlich mit dem Schiff New York erreichte und dort eine sichere Heimstatt für sich und seine Familie fand. Literarisch jedoch konnte er nie mehr an die Berliner Zeit anknüpfen. Einzig seine lyrische Abrechnung mit den Zuständen in der Welt (Gesichte) wurde vor und nach dem Kriegsende mehrfach auf Jiddisch und Hebräisch verbreitet, so – je nach Transkription – unter den Titeln Hezyoines, Chesjoines, Khezjojnes oder Chesiunoth. Auf Englisch erschien 1948 The Impatient Sages (Chassidische Legende). Mehrere Erzählungen konnte Lewin in verschiedenen Zeitschriften wie The Jewish Forum unterbringen. Gleichwohl er in den USA keinen großen Leserkreis erwarten konnte, schrieb er weiter in jiddischer Sprache. Es entstand die Trilogie Zwischen den Abgründen, die das Schicksal der polnischen Juden in der Zwischenkriegszeit vor dem Holocaust schildert. Mit diesen Büchern, die Lewin als sein Hauptwerk betrachtete, setzte er der Welt des Schtetl ein literarisches Denkmal. Kurz vor Erscheinen des ersten Bandes starb Lewin am 3. Juli 1959 in einem Krankenhaus in der Bronx. Seine Witwe Miriam Lewin hat sich nach dem Tod ihres Mannes bis zu ihrem Lebensende bemüht, weltweit Verlage für Samuel Lewins Werke, darunter noch viele unveröffentlichte Dramen, Erzählungen und Gedichte, zu finden.

## Ehrungen
In der neu angelegten Parkstadt Karlshorst in Berlin-Lichtenberg wurde 2021 eine Straße nach Samuel Lewin benannt.

## Werke

### Epik
- 1921: Chassidische Legende (auch: Gegen den Himmel bzw. jiddisch Kegn himl)
- 1926: Dämonen des Blutes. Eine Vision (2013 als Band 1 der Reihe Kapital braucht Kriege – wir nicht! des Verlags Edition AV mit einem Nachwort von Siegbert Wolf wiederveröffentlicht)
- 1926: Zeitwende. Roman (1971 u.d.T. Im Wandel der Generationen. Roman wiederveröffentlicht)
- 1936: Und er kehrte heim. Roman (in Wien verlegt)
- 1939: In einer billigen Küche (Erzählung, Zeitschriftenveröffentlichung)
- 1959: Zwischen zwei Abgründen (Roman-Trilogie: Das große Morden/Schwarze Berge und blaue Täler/Geballte Wolken, auf Deutsch in fünf Bänden; auf Jiddisch in drei Bänden: Tzwišn tzwei tehomen – Beis dos groisse mordn/Šwartze berg un bloie ṭoln/Wolkn-gedrang und 1988 in englischer Übersetzung ebenfalls in drei Bänden: Between two Abysses/Dark Mountains and Blue Valleys/Shining through the Clouds)

### Dramatik
- 1919: Ein Brand (Originaltitel: Sreifah)
- 1919: Um der Sünde wegen (Originaltitel: Far Sint)
- 1950: Im Exil (1935 entstanden, Originaltitelvarianten: In Gouleth, In Guleth, In Golus)

### Lyrik
- 1928: Gesichte (episches Gedicht, verschiedene Neuherausgaben und Sprachausgaben), Deutsch von Etta Federn-Kohlhaas

### Autobiografie
- 2000: A Distant Voice. An Autobiography of Samuel Lewin (postum veröffentlicht, nur auf Englisch)